# Colijn van Rijssele
Colijn van Rijssele (Rijsel, 16e eeuw), waarschijnlijk ook te vereenzelvigen met de rederijker Colijn Keyaert of ook nog met 'den Amoureusen Colijn', was een Zuid-Nederlands dichter.

## Levensloop
Van Rijssele was de schrijver van De spiegel der minnen, dat in 1561 in Haarlem door Dirck Volkertsz. Coornhert werd uitgegeven naar een oud versleten exemplaar. Het werd vervolgens in 1577 en 1617 herdrukt. Het kan worden gezien als het oudste burgerlijk drama in de Europese letterkunde. Het stuk bestaat uit zes batement spelen verdeeld over samen 6169 verzen en is gesitueerd in Middelburg en Dordrecht.
Het verhaal gaat over de Middelburgse koopmanszoon Dierick den Hollander die een relatie heeft met de eenvoudige linnennaaister Catharina Steermertens. De ouders van de koopmanszoon hebben er moeite mee en sturen hun zoon naar Dordrecht. Wanneer zij dan eindelijk overstag gaan is het al te laat, de zoon is ziek en sterft. Ook de linnennaaister sterft wanneer ze van de dood hoort. De moraal van het verhaal is mint bi mate; overdaad is nooit goed, ook niet in de liefde.

## Publicaties
- Spel van Narcissus en de Echo, ghemaekt bij den amoreusen Colijn, 1552, handschrift.
- Den spiegel der minnen begrijpende in zes Batementspelen de amoreuze historie van Dieric de Holander ende Catharina  Scheermertens, rhetoryckelycke in spelen gestelt door Colijn van  Rijssele, 1561, 1617, .
  - In 1913 is het stuk herschreven en opnieuw uitgegeven door Margaretha Wilhelmina Immink.